# 呂遜
吕逊（？—?），號慶元，山東莱州府潍縣人。明朝政治人物。

## 生平
万历四十年（1612年）壬子科舉人，四十一年（1613年）癸丑科进士，兵部觀政，四十四年授户部主事，淮揚管倉，四十八年升江西司员外郎，本年十二月升郎中，天啓二年升陕西布政司参议，本年升本省副使，六年升山西參政，崇祯元年升按察使，二年升山东右布政使，三年改任山西，轉陕西左左布政，以勤劳致患眼疾，赐予归。崇禎五年，起爲山西左布政使，七年拾遺去職。林督学道钟赞云：居乡敦孝友之谊，服官励廉直之操。崇祯十五年卒祀乡贤。

## 家族
曾祖吕雄。祖父吕献。父吕希尹。